# Vièle
Ne doit pas être confondu avec Vielle à roue ou Viole de gambe.
La vièle (ou vielle aussi viièle, viele) est un instrument de musique à cordes et à archet du Moyen Âge.
En musicologie, le terme vièle ou vielle est aussi employé de manière générale pour qualifier tout instrument de musique à cordes frottées, plus ou moins rustique, qui se rencontre dans le monde entier et qui peut avoir bien des formes et des caractères. 
Il est à noter que le terme violon était trop spécifique et désignait un instrument créé en Europe occidentale au XVIe siècle).

## Types et évolution

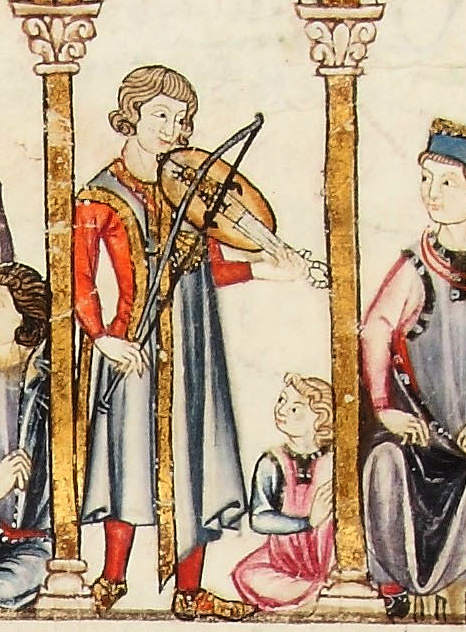
Un joueur de vièle, enluminure tirée des Cantigas de Santa María, XIIIe siècle

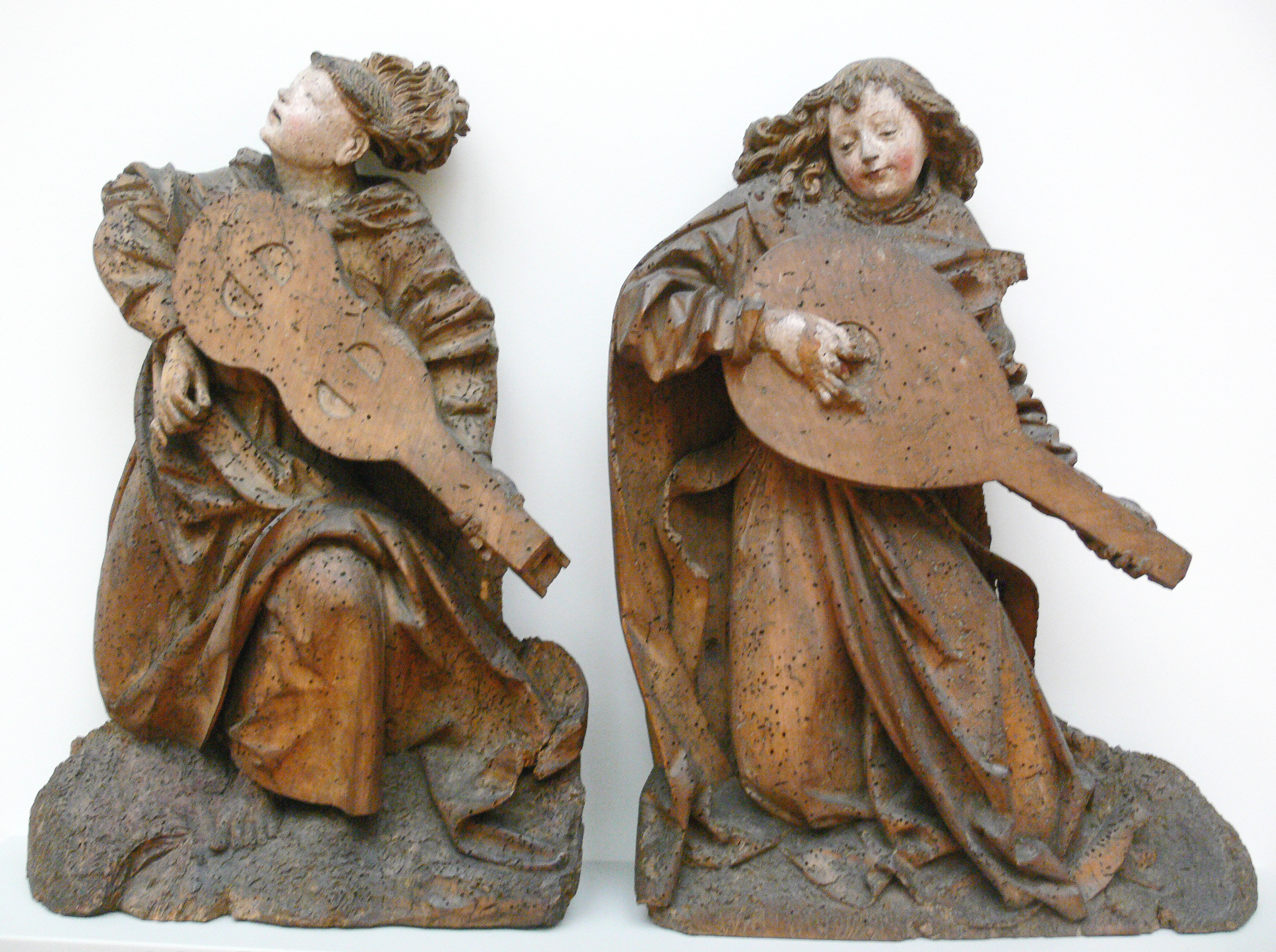
Anges à la vièle et au luth. Sculpture sur bois de tilleul, Allemagne (c. 1490) - Bode-Museum, Berlin

Jérôme de Moravie, dominicain vivant au XIIIe siècle, a donné une description détaillée de la vièle de son temps, qui était montée de cinq cordes. Mais avant cette époque, on trouve des représentations de cet instrument qui lui donnent un nombre variable allant principalement de trois à cinq cordes ; c'est aussi ce que remarque François-Joseph Fétis dans son ouvrage Sur l'origine et les transformations des instruments à archet (1856). On peut aussi retrouver des illustrations de vièles dans les manuscrits, sculptures et peintures au Moyen Âge (au moins dès le XIIe siècle). Le prince-abbé Martin Gerbert prétend que le nombre de cordes de la vièle était variable, de trois à cinq, du XIe au XIIIe siècle, époque où le nombre de cinq cordes fut fixé.
Une étude de 147 instruments issus de la sculpture romane et basée sur une évolution liée aux exigences musicales de l'instrument qui s'aperçoit dans la jonction de la caisse avec le manche et non dans la forme de la caisse de l'instrument ; il s'en dégage quatre types distincts :
- la vièle piriforme sans manche et sans touche dont la caisse rejoint directement la tête au niveau du sillet ;
- la vièle à manche sans touche (la caisse de ce type de vièle peut adopter diverses formes : piriforme, ovale, elliptique) ;
- la vièle piriforme à touche sans manche (la touche apparaissant au début du XIIe siècle) ;
- la vièle ovale ou semi-ovale avec manche dégagé de la caisse et pourvu d'une touche.

Cette évolution n'a pas été linéaire puisque des conceptions archaïques subsistent encore à la fin du XIIe siècle, alors que d'autres instruments offriraient plus de possibilités musicales.

## Sigma

### Tête
La tête de la vièle, où logent les chevilles frontales servant à tendre les cordes, adopte diverses formes : pentagonale, ronde ou ogivale. Cette tête peut être évidée au-dessous, dans ce cas les cordes entrent par un ou plusieurs orifices (ou lumières) situés juste derrière le sillet. Les ouïes de diverses formes peuvent être dessinées en deux demi-cercles situés autour du chevalet, en forme de lettre, de neume (particulièrement la virga), de gouttes d'eau, ovales, semi-ovales et quart d'ovale. À cette paire d'ouïes principales peuvent s'ajouter d'autres sur la table (en croix grecques ou de Malte, en constellation, gouttes d'eau ou simples trous) ou bien même sur le chant de l'instrument. Le procédé de construction des éclisses chauffées au fer propre à la construction du violon n'étant pas existant, ces ouïes latérales ont alors toute leur place sur le chant de l'instrument, sa caisse était chantournée, c'est-à-dire évidée dans son entier à partir d'une simple planche sur laquelle on rapportait le fond et une table.

### Archet
L'archet de la vièle étant peu souvent présent dans la sculpture (détruit ou trop stylisé), c'est à partir des manuscrits et peintures que l'on trouvera le plus de représentations et à partir desquels notamment Nelly Poidevin en a dégagé une évolution. La forme primaire est celle d'un simple arc, arme à laquelle l'objet doit son nom. Apparaît ensuite un prolongement de la baguette à l'une des extrémités situées en dessous du niveau des crins de cheval, sorte de poignée que l'instrumentiste peut saisir. Cette poignée subsistera du XIIe au XIVe siècle avec des formes et tailles différentes. Dans un premier temps (jusqu'au XIIe siècle) la poignée n'est plus dans le même axe que la baguette, une cassure la distingue de la courbe de la baguette. Ces trois premières formes de l'archet adoptent des courbes naturelles de la baguette, par la suite, les formes observées impliquent des méthodes de construction plus complexes. Par exemple, une forme très souvent observée est celle ou la baguette est droite sur toute la longueur sauf à l'extrémité de la pointe ou la courbure est vite prononcée comme un crochet ; ces types d'archets joués aux XIIe et XIIIe siècles sur les vièles piriformes, ovales et en huit (jouées sur les genoux) sont souvent très longs. Une cinquième forme proche de la précédente se distingue par sa courbure tout le long de l'archet tout en maintenant le crochet à l'extrémité, ce qui donne une baguette en forme de S. Un archet viking datant du XIe siècle découvert en Irlande possède cette forme qui reste quand même fréquente surtout au XIVe siècle. C'est dans ce siècle qu'apparaît une forme radicalement différente de ce qui précède où la partie la plus grande entre la baguette et le bois n'est plus vers la pointe mais dans le premier tiers de l'archet, avec l'apparition d'une sorte de talon taillé dans la baguette laissant passer les crins. Ces archets semblent plus fins et plus légers avec une tenue moins ferme qu'auparavant. Une autre forme exigeant une maîtrise de la technique de pliage à chaud pour le cambre du bois, consiste en une baguette droite parallèle aux crins mais recourbée aux deux extrémités rejoignant les crins ; ce modèle est présent durant tout le XVe siècle. Enfin le dernier type répertorié (au XVe siècle et après) est celui en forme de S ou la partie la plus grande entre les crins et la baguette se trouve au bas de la baguette (vers le talon) : ces archets courts et fins impliquent un mode de jeu raffiné et proche du talon.

## Accord
Voici que dit Jérôme de Moravie sur l'accord de cet instrument : « La vièle, quoiqu'elle monte plus haut que la rubèbe, ne monte plus ou moins que selon les différentes manières dont elle est accordée par les musiciens ; car la vièle peut être accordée de trois manières. Elle a et doit avoir cinq cordes. » Dans la première manière proposée par Jérôme, une corde est placée à gauche et en dehors du manche et est accordée sur ré. Sa voisine la plus proche sur le manche sera accordée sur sa quinte inférieure c'est-à-dire le Gamma ; ensuite la corde d'à côté sera à l'octave du Gamma, ce qui donne un sol ; on aura alors un chœur à l'octave souvent observé dans l'iconographie ; puis les deux cordes restantes dans l'aigu seront accordées en unisson sur d (à la quinte supérieure du sol voisin). En langage musical moderne cet accord relatif et donc transposable serait le suivant : RÉ (hors manche)/ SOL-sol-ré-ré.D'après Jérôme, on peut jouer avec cette première manière d'accorder dans tous les modes possibles grâce à la pression des doigts de la main gauche. Dans la deuxième manière d'accorder la vièle, nécessaire aux chants profanes et irréguliers qui parcourent souvent toute l'étendue de la main guidonienne, les cinq cordes sont disposées sur le manche ; une corde diffère de l'accord précédent, c'est la plus aigüe qui sera accordée sur un sol à la quarte supérieure du ré. La troisième et dernière manière d'accorder s'oppose à la première : les cordes les plus graves s'accordent à l'unisson sur Gamma, la troisième sur D (à la quinte sup. du Gamma) et les deux aigus à l'unisson sur c. Ce qui nous donne SOL-SOL-RÉ-do-do. Ce dernier accord pour le moins étrange à cause de son intervalle de septième est défendu dans une recherche de Christopher Page où il verrait une manière d'accorder spécifique pour accompagner la chanson de geste.

## La vièle en huit outrichordum giga
Il existe de rares exemples de vièles (aux formes similaires) jouées en position assise, elles se trouvent principalement en région ibérique.
Toutefois, un autre instrument joué en position assise, sur les genoux ou parfois entre les jambes se distingue de celui dont nous avons parlé jusqu'à présent joué dans les bras. Pour le luthier organologue Christian Rault, cette vièle en forme de huit pourrait être la trichordum giga citée dans un ouvrage du XIIe siècle. Cette vièle en forme de huit est étroitement liée à l'organistrum, par sa forme, sa méthode de construction et son usage musical lié à une fonction pédagogique. Au-delà de la polémique sur son appellation, on la trouve dans la sculpture romane entre les mains du roi David, des 24 vieillards de l'Apocalypse et autres personnages importants. Cet instrument à trois cordes muni d'un manche ne possède jamais de touche surélevée, ainsi il se jouerait non en appuyant les cordes avec les doigts (qui sont trop loin du manche) comme sur le violoncelle ou la viole de gambe, mais en les crochetant latéralement avec les ongles ou les doigts à l'instar de certains instruments orientaux (comme le rabâb maghrébin par exemple).